# Ivan Del Vechio
Ivan del Vechio (ur. 6 marca 1950 w Požedze) – chorwacki wojskowy (w randze pułkownika) i dyplomata, w latach 2003–2008 ambasador w Izraelu, od 2009 ambasador nadzwyczajny i pełnomocny w Polsce.

## Życiorys
Ukończył studia na Wydziale Nauk Technicznych Uniwersytetu w Rijece oraz zarządzanie na Wydziale Ekonomii Uniwersytetu w Osijeku. Po studiach pracował w przedsiębiorstwie „Plamen” w rodzinnym mieście jako inżynier konstruktor i menadżer, następnie był m.in. nauczycielem w technikum w Požedze.
W czasie tzw. wojny ojczyźnianej walczył w 123. Pożeskiej Brygadzie. W połowie lat 90. ukończył Wojskową Szkołę Dyplomatyczną, po czym pracował jako attaché wojskowy w Austrii i Szwajcarii oraz radca wojskowy w Stałej Misji Republiki Chorwackiej przy OBWE w Wiedniu. Od 2000 pełnił obowiązki wiceprzewodniczącego Rządowej Komisji ds. Bezpieczeństwa, a od 2003 do 2008 misję ambasadora w Izraelu. 12 stycznia 2009 złożył listy uwierzytelniające prezydentowi RP rozpoczynając misję ambasadorską w Polsce.
Jest członkiem Socjaldemokratycznej Partii Chorwacji. Jest żonaty i ma dwoje dzieci.